# Kanu (ur. 1985)
Kanu, właśc. António Eduardo Pereira dos Santos (ur. 3 maja 1985 roku w Salvadorze) – brazylijski piłkarz występujący na pozycji obrońcy. Od 2016 zawodnik Vitórii.
W rozgrywkach Eerste klasse zadebiutował 13 lutego 2011 roku w meczu z KRC Genk (0:2).